# دریاچه سونگ-کول
دریاچه سونگ-کول (به قرقیزی: Соң-Көл، سوڭ كۅل)(به روسی: Сон-Куль) یک دریاچه در قرقیزستان است که در استان نارین واقع شده‌است.